# Warrenpoint ambush
Warrenpoint ambush (zasadzka w Warrenpoint) – akcja zbrojna przeprowadzona 27 sierpnia 1979 r. przez jeden z odłamów IRA, tzw. Tymczasową Irlandzką Armię Republikańską (ang. Provisional Irish Republican Army) przeciwko Armii Brytyjskiej. W wyniku zasadzki zginęło 18 żołnierzy brytyjskich. Był to największy sukces militarny IRA w historii jej walki przeciwko Wielkiej Brytanii. Wydarzenie to jest określane jako odwet za tzw. krwawą niedzielę (zabicie przez Armię Brytyjską 14 uczestników pokojowej manifestacji, zorganizowanej 30 stycznia 1972 r. w Londonderry, przez Północnoirlandzkie Zrzeszenie na Rzecz Praw Obywatelskich).

## Przebieg
Bojownicy IRA odpalili zdalnie dwa ładunki wybuchowe. Pierwszy został umieszczony na wozie przewożącym wiązki siana i zdetonowany w momencie gdy w pobliżu przejeżdżał konwój z brytyjskimi spadochroniarzami. W wyniku eksplozji zginęło sześciu z nich. Planiści IRA trafnie przewidzieli ruchy Brytyjczyków po wybuchu - drugi ładunek eksplodował ok. pół godziny później, w pobliskim budynku, w którym dowództwo brytyjskie zorganizowało punkt zarządzania kryzysowego. Śmierć poniosło dalszych dwunastu żołnierzy, w tym dowódca Królewskiego Regimentu Szkockiego, ppłk. David Blair, który został przerzucony na miejsce wydarzeń helikopterem, po pierwszej eksplozji.
Tuż po pierwszym wybuchu Brytyjczycy, przekonani, że są obiektem ataku jednostki liniowej IRA, otworzyli nieskoordynowany ogień w stronę pobliskiej (57 m) granicy rzecznej z Irlandią, raniąc śmiertelnie przypadkowego przechodnia - Anglika, Michaela Hudsona.

## Konsekwencje
Tego samego dnia w wyniku zasadzki zorganizowanej przez IRA w Sligo zginął lord Louis Mountbatten, członek rodziny królewskiej, ostatni wicekról Indii.
W republikańsko nastawionych rejonach Irlandii Północnej na krótko po tych wydarzeniach pojawiły się graffiti o treści: „Bloody Sunday's Not Forgotten, We Got Eighteen And Mountbatten”.
Oba wydarzenia miały wpływ na dalsze zaostrzenie polityki Londynu w Irlandii Północnej.